# アンソニー・ジョシュア
アンソニー・ジョシュア（Anthony Joshua、1989年10月15日 - ）は、イギリスのプロボクサー。イングランド・ワトフォード出身。元WBAスーパー・IBF・WBO世界ヘビー級統一王者。ロンドンオリンピックスーパーヘビー級金メダリスト。
距離を詰めながらの右ストレートを武器にプロデビューから20戦連続KO勝利の記録を持っていた。

## 来歴
アイルランド系ナイジェリア人の父親とナイジェリア人の母親の間にイギリスのワトフォードに産まれる。幼少期はナイジェリアで育ち、両親が離婚すると12歳頃にイギリスへ戻った。ボクシングで生活できるようになる前はレンガ積み職人をしていた。

### アマチュア時代
2007年、サッカーをやっていたが18歳の時にいとこの勧めでボクシングへ転向した。
2010年、ABAナショナル・チャンピオンシップ大会に出場し優勝した。ハリンゲーインターナショナル・トーナメントでも優勝。この頃に5万ポンドでプロ転向の誘いを受けるが「オリンピックで金メダルを獲得したい」として誘いを断っている。
2011年、ABAナショナル・チャンピオンシップ大会を連覇した。
2011年6月、トルコのアンカラで行われたヨーロッパアマチュアボクシング選手権にスーパーヘビー級(91kg超)で出場するが準決勝で敗退。
2011年9月、アゼルバイジャン共和国のバクーで行われた2011年世界ボクシング選手権大会にスーパーヘビー級(91kg超)で出場し、準々決勝で苦しみながら北京オリンピック金メダリストのロベルト・カンマレーレに15-13の僅差判定勝ちするも、決勝でマゴメドラサル・マジドフに21-22の僅差で敗れ銀メダルを獲得した
2012年8月、ロンドンで行われたロンドンオリンピックにスーパーヘビー級(91kg超)で出場。初戦で17-16の僅差で勝利すると、2回戦は前回大会の銀メダリストの張志磊を15-11の判定勝ち。準決勝ではイヴァン・ディッコを13-11の僅差で退け、決勝は前回大会優勝のロベルト・カンマレーレと再戦、18-18の引き分け判定だったが、優勢勝ちとなり金メダルを獲得した。

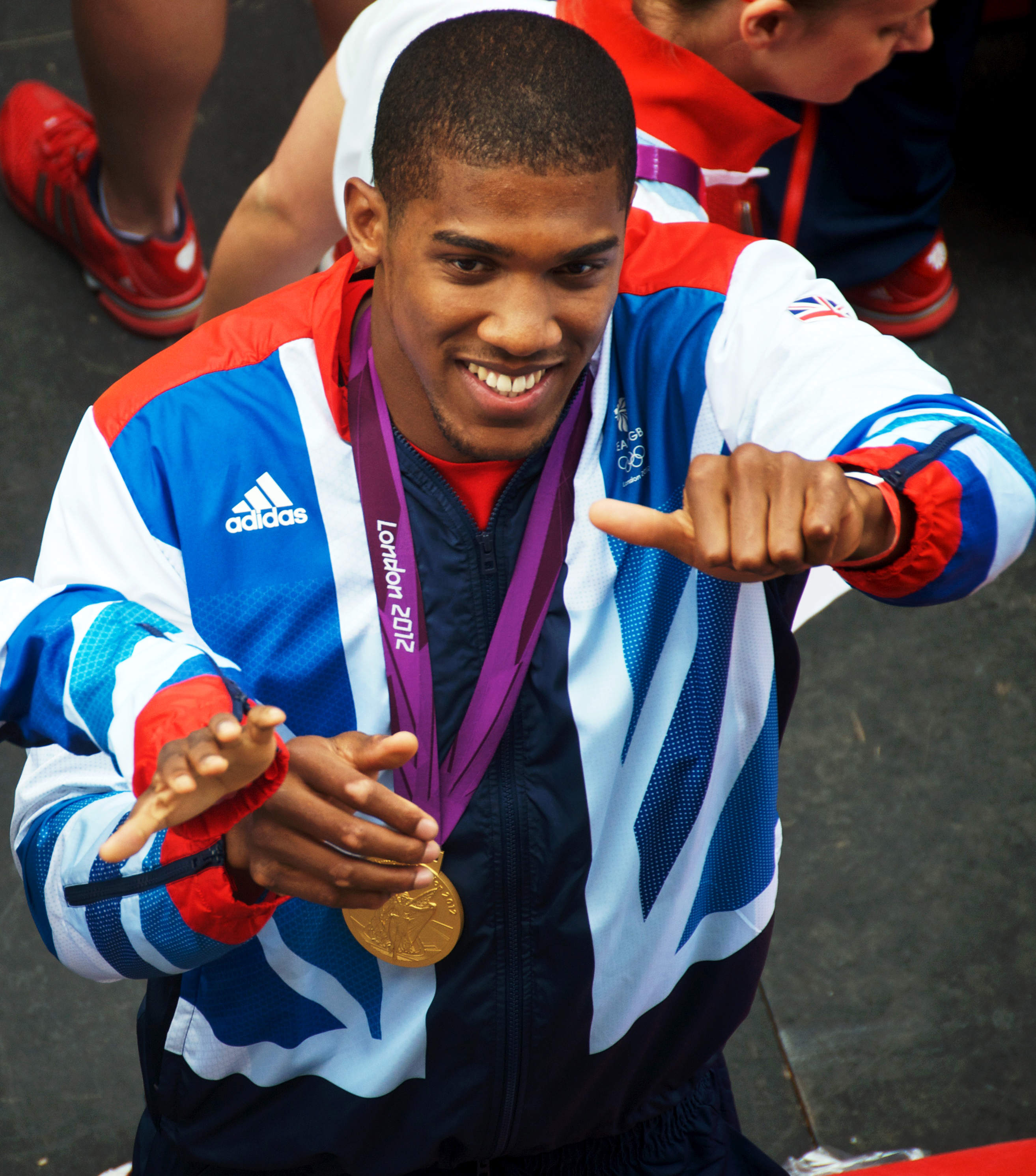
ロンドンオリンピックで金メダルを獲得するジョシュア（2012年）

オリンピック後にしばらく休養し、2013年のOBEを受賞した。

### プロ時代
エディー・ハーンのマッチルーム・スポーツと契約してプロへ転向した。
2013年10月5日、O2アリーナでエマニュエリー・レオと対戦し、初回2分47秒TKO勝ちを収めデビュー戦を白星で飾った。
2014年7月12日、M＆S・バンク・アリーナでマット・スケルトンと対戦し、2回2分33秒TKO勝ちを収めた。
2014年10月11日、O2アリーナでデニス・バクトフとWBCインターナショナルヘビー級王座決定戦を行い、2回1分TKO勝ちを収め王座獲得に成功した。
2014年11月22日、M&S・バンク・アリーナでマイケル・スプロットと対戦し、初回1分26秒TKO勝ちを収めた。
2015年9月12日、WBCインターナショナル王座の防衛戦とコモンウェルスイギリス連邦ヘビー級王座決定戦をゲーリー・コーニッシュと対戦し、初回1分37秒TKO勝ちを収めWBCインターナショナル王座の2度目の防衛、コモンウェルスイギリス連邦王座の獲得に成功した。
2015年12月12日、WBCインターナショナル王座とコモンウェルスイギリス連邦王座の防衛並びにBBBofC英国ヘビー級王座決定戦をディリアン・ホワイトと行い、2回にホワイトの左フックでぐらつくなど苦戦を強いられたが、その後は立て直し、7回に右アッパ－でダウンを奪い1分27秒TKO勝ちを収め、アマチュア時代の借りを返すのと共にWBCインターナショナル王座の3度目の防衛、コモンウェルスイギリス連邦王座の初防衛、BBBofC英国王座の獲得に成功した。
2016年1月12日、WBCは2015年度年間表彰を行い、ジョシュアをProspect of the Year（新鋭賞）に選出した。
2016年4月9日、O2アリーナでIBF世界ヘビー級王者チャールズ・マーティンと対戦し、2回に右ストレートで2度ダウンを奪い、1分52秒KO勝ちを収め王座獲得に成功した。
2016年6月25日、O2アリーナでIBF世界ヘビー級9位のドミニク・ブラゼールと対戦し、7回1分1秒KO勝ちを収め初防衛に成功した。

#### vs クリチコ
2016年11月1日、WBAはWBA世界ヘビー級2位のウラジミール・クリチコとIBF世界ヘビー級王者のアンソニー・ジョシュアが正規王座では無くWBA世界ヘビー級スーパー王座決定戦として対戦することを特別に承認した。
2016年12月10日、ウラジミール・クリチコと対戦する交渉が進められていたが、10月25日になってクリチコがふくらはぎを負傷したためと、試合までのプロモーション期間が短いことを理由として試合が中止になった。その代わりにマンチェスター・アリーナでIBF世界ヘビー級8位のエリック・モリーナと対戦し、3回2分2秒TKO勝ちを収めIBF王座の2度目の防衛に成功した。試合後、エディ・ハーンより2017年4月29日にウェンブリー・スタジアムでウラジミール・クリチコ対アンソニー・ジョシュア戦を行うと発表された。
2017年1月26日、WBAはWBA世界ヘビー級王座統一トーナメントを行うと発表した。同年4月29日に行われるウラジミール・クリチコ対アンソニー・ジョシュア戦をWBA世界ヘビー級スーパー王座決定戦として行い、この試合の勝者は元WBA世界ヘビー級暫定王者のルイス・オルティスと対戦し、勝てばシャノン・ブリッグス対フェリス・オケンド戦の勝者対アレクサンダー・ウスティノフ戦の勝者とWBA世界ヘビー級王座統一戦で対戦するとした。
2017年4月29日、ウェンブリー・スタジアムで9万人の観客を動員して、元WBAスーパー・IBF・WBO世界ヘビー級王者のウラジミール・クリチコと対戦し、11回2分25秒TKO勝ちを収めIBF王座の3度目の防衛、WBAスーパー王座並びにIBO王座の獲得に成功した。この試合は、リングマガジン、USAトゥデイ、ファイトニュース・ドットコム、ボクシング・シーン・ドットコムから2017年度の年間最高試合に選出され、ESPNから第5ラウンドを2017年度の年間最高ラウンドに選出された。
2017年10月16日、同月28日にWBA世界ヘビー級7位でIBF世界ヘビー級2位のクブラト・プレフと対戦する予定だったがプレフが肩の負傷を理由に出場を辞退したため、IBF世界ヘビー級3位のカルロス・タカムに対戦相手が変更になった。
2017年10月28日、カーディフのプリンシパリティ・スタジアムでIBF世界ヘビー級3位のカルロス・タカムと対戦し、10回1分34秒TKO勝ちを収めWBA王座は初防衛、IBF王座の4度目の防衛に成功した。
2018年3月31日、カーディフのプリンシパリティ・スタジアムでWBO世界ヘビー級王者のジョセフ・パーカーと王座統一戦を行い、12回3-0（118-110×2、119-109）の判定勝ちを収め王座統一に成功、WBA王座の2度目の防衛、IBF王座の5度目の防衛並びにWBO王座の獲得に成功した。
2018年7月27日、マッチルーム・スポーツと3年間の契約更新をした。
2018年9月22日、ロンドンのウェンブリー・スタジアムにて元WBA世界ヘビー級王者でWBA世界ヘビー級1位、WBO世界ヘビー級1位、IBF世界ヘビー級4位のアレクサンデル・ポベトキンと対戦し、7回1分59秒TKO勝ちを収めWBA王座は3度目、IBF王座は6度目、WBO王座の初防衛に成功した。

#### vs ルイス 第1戦
2019年4月16日、ジョシュアと同年6月1日にニューヨークで対戦することが決定していたWBA世界ヘビー級2位のジャレル・ミラーがVADA（ボランティア・アンチ・ドーピング機構）により3月20日に実施されていたドーピング検査で禁止薬物GW151の陽性反応が検出されたことが発表された。さらに3月31日の血液検査でヒト成長ホルモン（HGH）、同日の尿検査でエリスロポエチン（EPO）とGW151の陽性反応が検出され、ニューヨーク州・アスレチック・コミッションはミラーへのボクシングライセンス発行を拒否した。ミラーは元キックボクサーで2014年にGLORYキックボクシングでミルコ・クロコップと対戦して敗れた際にもメチルヘキサンアミンの陽性反応が検出され、カリフォルニア州・アスレチック・コミッションから出場停止9カ月と罰金2500ドルの処分を受けたことがあった。
2019年4月30日、WBAがジャレル・ミラーにドーピング検査失格の処分として6カ月間の出場停止を科した。
2019年5月1日、ドーピング検査を失格したジャレル・ミラーの代わりの選手としてジョシュアの対戦相手が4月20日に試合をしたばかりのアンディ・ルイス・ジュニアに変更されたことが発表された。
2019年6月1日、ジョシュアのアメリカ初進出となった試合をニューヨークのマディソン・スクエア・ガーデンでアンディ・ルイス・ジュニアと対戦。しかしルイスに4度のダウンを奪われるなど予想外の展開となり、7回1分27秒でTKO負けを喫してWBA王座は4度目、IBF王座は7度目、WBO王座は2度目の防衛に失敗、王座から陥落した。

#### vs ルイス 第2戦
2019年12月7日、サウジアラビア・ディルイーヤの特設されたディルイーヤ・アリーナにて、サウジアラビアのプロモーターであるスキル・チャレンジ・エンターテインメントが開催した興行で、WBAスーパー・IBF・WBO世界ヘビー級王者のアンディ・ルイス・ジュニアとダイレクトリマッチで再戦し、12回3-0（118-110×2、119-109）の判定勝ちを収め6ヵ月ぶりの王座返り咲きに成功した。ジョシュアが、第一戦目から4.8キロ減の107.5キロに体重を減らして試合に臨んだのに対し、ルイスは、逆に7.1キロ増量して128.6キロで試合に臨んでいたが、試合後記者会見で、ルイスは、トレーナーとチームの言うことを聞かずに3ヶ月間パーティーと祝勝会三昧であったために、トレーニング不足から太り過ぎであったことを認め、その影響でゲームプラン通りの試合ができなかったことを謝罪した。
2020年6月20日、トッテナム・ホットスパースタジアムでクブラト・プレフと対戦が決まっていたが新型コロナウイルスの影響で試合延期になった。
2020年12月12日、SSEアリーナでIBF世界ヘビー級1位クブラト・プレフと対戦。9回2分58秒KO勝ちを収め、WBA・IBF・WBO王座それぞれの初防衛に成功した。
2021年3月15日、日程と開催地が未定ながら、タイソン・フューリーとジョシュアが試合の条件に合意しサインをして2試合契約が締結されたと報じられた。2021年5月16日、フューリーがツイッターに「大発表だ。フューリー対ジョシュアを8月14日にサウジアラビアで開催する」とジョシュアとの統一戦が8月14日にサウジアラビアで決定したと投稿した。しかし5月18日にデオンテイ・ワイルダー陣営がアメリカで提訴していた仲裁で、第3戦目の再戦条項は有効でフューリーは次の試合でワイルダーと対戦しなければならないと裁定が下されたことで、フューリー対ジョシュアは白紙になった。

#### vs ウシク 第1戦
2021年9月25日、トッテナム・ホットスパースタジアムに66,267人の観衆を動員して、元4団体世界クルーザー級統一王者オレクサンドル・ウシクと対戦し、12回0-3（112-117、112-115、112-116）の判定負けを喫しWBA・IBF・WBO王座の2度目の防衛に失敗、王座から陥落した。
2021年10月10日、ジョシュアがウシク戦の再戦条項を行使した。
2022年6月13日、プロに転向してから長期間に渡りジョシュアの試合を放送してきたSky Sportsを離れて、新たにDAZNと放送契約を結んだことが発表された。DAZNとの契約は試合の放送契約だけでなく、ジョシュアはDAZNの株主となり、DAZNの特別顧問、ブランドアンバサダーに就任するパートナーシップ契約も含まれたものとなった。

#### vs ウシク 第2戦
2022年8月20日、サウジアラビアのキング・アブドゥッラー・スポーツシティ敷地内にある1万人収容のキング・アブドゥッラー・スポーツシティ・アリーナにて、スキル・チャレンジ・エンターテインメントが開催した興行で、WBAスーパー・IBF・WBO・IBO世界ヘビー級王者のオレクサンドル・ウシクとダイレクトリマッチで再戦し、12回判定負けを喫し、王座獲得に失敗した。なおこの試合は、ジョシュアがDAZNと大型契約を結んだばかりだったが、試合の放送権を獲得していたサウジアラビアの主催者が入札を行い、イギリス国内の放送権をSky Sportsが落札したため、イギリスではSky Sportsによって放送された。
2023年4月1日、O2アリーナでジャーメイン・フランクリンと対戦し、12回判定勝ちを収めた。この試合はDAZNで放送されたが、ジョシュアにとって2015年9月12日のゲーリー・コーニッシュ戦以来、約7年7か月ぶりにペイ・パー・ビューではない放送になった。
2023年8月5日、ディリアン・ホワイトとの試合が8月12日に予定されていたが、VADAによるドーピング検査でホワイトから禁止物質が検出されたため試合中止になったことが発表された。8月8日、対戦相手が1週間前に試合をしたばかりのロバート・ヘレニウスに変更されたことが発表された。このため、DAZNは試合をペイ・パー・ビューで放送する予定だったが、通常の放送へ切り替えた。
2023年8月12日、O2アリーナでロバート・ヘレニウスと対戦し、7回KO勝ちを収めた。しかし、8月25日に、VADAによってジョシュアとの試合前日に行われていたドーピング検査で、ヘレニウスから禁止薬物の陽性反応が検出されたことが発表された。
2023年9月9日、ジョシュアのプロモーターのエディー・ハーンが、デオンテイ・ワイルダー戦の交渉をスキル・チャレンジ・エンターテインメントと行っていたが、資金提供を断られたため、タイソン・フューリー 対 フランシス・ガヌー戦を主催するサウジアラビアの総合娯楽局や他のカタールなどのプロモーターと交渉を始めたことを明かした。

#### vs ヴァリン
2023年12月23日、サウジアラビアのキングダム・アリーナにて、サウジアラビアの総合エンターテイメント庁が主催する興行でオットー・ヴァリンと対戦し、5回終了後にヴァリンが棄権したため5回終了時TKO勝ちを収めた。しかしセミファイナルで行われた試合で2024年3月8日にジョシュアとの対戦を同意していたデオンテイ・ワイルダーがジョセフ・パーカーに敗北したため、ワイルダーとの対戦は事実上の消滅となった。

#### vs ガヌー
2024年3月8日、サウジアラビア・リヤドのキングダム・アリーナでWBC世界ヘビー級10位の元UFC世界ヘビー級王者フランシス・ガヌーと対戦。1回にガヌーから総合格闘技キャリアも含め初のダウンを奪い、2回2分38秒KO勝ちを収めた。

#### vs デュボア
2024年9月21日、ウェンブリー・スタジアムでIBF世界ヘビー級王者ダニエル・デュボアに挑戦。試合前のオッズでジョシュアは圧倒的有利と目されていたが、初回からダウンを奪われるなど圧倒され、最後はカウンターの右ストレートで5回59秒KO負けを喫し王座返り咲きに失敗した。同大会は98,128人の観客を動員し、これはイギリスで開催されたボクシングの大会の歴代最多観客動員記録となった。

## 人物・エピソード
- ジョシュアは世界で最も市場価値のあるアスリートの1人とされており、アンダーアーマー、ビーツ・エレクトロニクス等の多数の大手ブランドとスポンサー契約を結んでいる。2017年には、前年度に最も市場価値のあるアスリートとなったNBAのスター選手ステフィン・カリーを抑えて、世界で最も市場価値のあるアスリートとなった[85]。
- 母国イギリスを中心に絶大な人気を誇り、Instagramのフォロワーは1600万人を超えている。これはプロボクサーの中ではフロイド・メイウェザー・ジュニア、ジェイク・ポール、マイク・タイソン、サウル・アルバレスに次ぐ多さである。
- 史上最高の歴代ヘビー級ボクサー5人として、1位にモハメド・アリ、2位にマイク・タイソン、3位にラリー・ホームズ、4位にレノックス・ルイス、5位にイベンダー・ホリフィールドを挙げている[86]。
- 2015年にダンス教師のニコール・オズボーンとの間に息子ジョセフ・ジョシュアを儲けている[87]。

## 戦績
- アマチュアボクシング：43戦 40勝 3敗
- プロボクシング：32戦 28勝 (25KO) 4敗

| 戦           | 日付           | 勝敗 | 時間     | 内容    | 対戦相手                       | 国籍             | 備考                                                                         |
| ------------ | -------------- | ---- | -------- | ------- | ------------------------------ | ---------------- | ---------------------------------------------------------------------------- |
| 1            | 2013年10月5日  | ☆    | 1R 2:47  | TKO     | エマニュエリー・レオ           | イタリア         | プロデビュー戦                                                               |
| 2            | 2013年10月26日 | ☆    | 2R 0:50  | TKO     | ポール・バトリン               | イギリス         |                                                                              |
| 3            | 2013年11月14日 | ☆    | 2R 1:38  | TKO     | フルヴォイェ・キシチェク       | クロアチア       |                                                                              |
| 4            | 2014年2月1日   | ☆    | 2R 0:51  | KO      | ドリアン・ダーチ               | イギリス         |                                                                              |
| 5            | 2014年3月1日   | ☆    | 1R 2:14  | KO      | エクトル・アビラ               | アルゼンチン     |                                                                              |
| 6            | 2014年5月31日  | ☆    | 1R 1:23  | KO      | マット・レグ                   | イギリス         |                                                                              |
| 7            | 2014年7月12日  | ☆    | 2R 2:33  | TKO     | マット・スケルトン             | イギリス         |                                                                              |
| 8            | 2014年9月13日  | ☆    | 3R 1:16  | TKO     | コンスタンチン・アイリッチ     | ドイツ           |                                                                              |
| 9            | 2014年10月11日 | ☆    | 2R 1:00  | TKO     | デニス・バクトフ               | ロシア           | WBCインターナショナルヘビー級王座決定戦                                      |
| 10           | 2014年11月22日 | ☆    | 1R 1:26  | TKO     | マイケル・スプロット           | イギリス         |                                                                              |
| 11           | 2015年4月4日   | ☆    | 3R 2:56  | KO      | ジェイソン・ガバーン           | アメリカ合衆国   |                                                                              |
| 12           | 2015年5月9日   | ☆    | 3R 1:21  | KO      | ラファエル・ザンブラーノ・ラブ | ブラジル         |                                                                              |
| 13           | 2015年5月30日  | ☆    | 2R 1:21  | TKO     | ケビン・ジョンソン             | アメリカ合衆国   | WBCインターナショナル防衛1                                                   |
| 14           | 2015年9月12日  | ☆    | 2R 1:22  | TKO     | ゲーリー・コーニッシュ         | イギリス         | コモンウェルスイギリス連邦ヘビー級王座決定戦 WBCインターナショナル防衛2      |
| 15           | 2015年12月12日 | ☆    | 7R 1:27  | TKO     | ディリアン・ホワイト           | イギリス         | BBBofC英国ヘビー級王座決定戦 WBCインターナショナル防衛3・コモンウェルス防衛1 |
| 16           | 2016年4月9日   | ☆    | 2R 1:52  | KO      | チャールズ・マーティン         | アメリカ合衆国   | IBF世界ヘビー級タイトルマッチ                                                |
| 17           | 2016年6月25日  | ☆    | 7R 1:01  | KO      | ドミニク・ブラゼール           | アメリカ合衆国   | IBF防衛1                                                                     |
| 18           | 2016年12月10日 | ☆    | 3R 2:02  | TKO     | エリック・モリーナ             | アメリカ合衆国   | IBF防衛2                                                                     |
| 19           | 2017年4月29日  | ☆    | 11R 2:25 | TKO     | ウラジミール・クリチコ         | ウクライナ       | WBAスーパー・IBO世界ヘビー級王座決定戦 IBF防衛3                              |
| 20           | 2017年10月28日 | ☆    | 10R 1:34 | TKO     | カルロス・タカム               | フランス         | WBA防衛1・IBF防衛4                                                           |
| 21           | 2018年3月31日  | ☆    | 12R      | 判定3-0 | ジョセフ・パーカー             | ニュージーランド | WBA・IBF・WBO世界ヘビー級王座統一戦 WBA防衛2・IBF防衛5・WBO獲得              |
| 22           | 2018年9月22日  | ☆    | 7R 1:59  | TKO     | アレクサンデル・ポベトキン     | ロシア           | WBA防衛3・IBF防衛6・WBO防衛1                                                 |
| 23           | 2019年6月1日   | ★    | 7R 1:27  | TKO     | アンディ・ルイス・ジュニア     | アメリカ合衆国   | WBA・IBF・WBO陥落                                                            |
| 24           | 2019年12月7日  | ☆    | 12R      | 判定3-0 | アンディ・ルイス・ジュニア     | アメリカ合衆国   | WBA・IBF・WBO世界ヘビー級タイトルマッチ                                      |
| 25           | 2020年12月12日 | ☆    | 9R 2:58  | KO      | クブラト・プレフ               | ブルガリア       | WBA防衛1・IBF防衛1・WBO防衛1                                                 |
| 26           | 2021年9月25日  | ★    | 12R      | 判定0-3 | オレクサンドル・ウシク         | ウクライナ       | WBA・IBF・WBO陥落                                                            |
| 27           | 2022年8月20日  | ★    | 12R      | 判定1-2 | オレクサンドル・ウシク         | ウクライナ       | WBA・IBF・WBO世界ヘビー級タイトルマッチ                                      |
| 28           | 2023年4月1日   | ☆    | 12R      | 判定3-0 | ジャーメイン・フランクリン     | アメリカ合衆国   |                                                                              |
| 29           | 2023年8月12日  | ☆    | 7R 1:27  | KO      | ロバート・ヘレニウス           | フィンランド     |                                                                              |
| 30           | 2023年12月23日 | ☆    | 5R 終了  | TKO     | オットー・ヴァリン             | スウェーデン     |                                                                              |
| 31           | 2024年3月8日   | ☆    | 2R 2:38  | KO      | フランシス・ガヌー             | カメルーン       |                                                                              |
| 32           | 2024年9月21日  | ★    | 5R 0:59  | KO      | ダニエル・デュボア             | イギリス         | IBF世界ヘビー級タイトルマッチ                                                |
| テンプレート |                |      |          |         |                                |                  |                                                                              |

## 獲得タイトル
アマチュア
- ロンドンオリンピックスーパーヘビー級金メダル

プロ
- WBCインターナショナルヘビー級王座
- コモンウェルスイギリス連邦ヘビー級王座
- BBBofC英国ヘビー級王座王座
- IBO世界ヘビー級王座
- IBF世界ヘビー級王座（防衛6）
- WBA世界ヘビー級スーパー王座（防衛3）
- WBO世界ヘビー級王座（防衛1）
- WBA世界ヘビー級スーパー王座（防衛1）
- IBF世界ヘビー級王座（防衛1）
- WBO世界ヘビー級王座（防衛1）

## 表彰
- 2014年度リングマガジン プロスペクト・オブ・ザ・イヤー
- WBC 2015年度Prospect of the Year
- ファイトニュース・ドットコム 2017年度年間最高試合（ウラジミール・クリチコ戦）
- リングマガジン 2017年度年間最高試合（ウラジミール・クリチコ戦）
- USAトゥデイ 2017年度年間最高試合（ウラジミール・クリチコ戦）
- ボクシング・シーン・ドットコム 2017年度年間最高試合（ウラジミール・クリチコ戦）
- ESPN 2017年度年間最高ラウンド（ウラジミール・クリチコ戦5回）

## 犯罪
2009年、喧嘩をして逮捕され、夜間外出禁止と常に所在を確認するための電子タグ装着を命じられた。
2011年1月、スピード違反で捕まった際に、車内に隠していたスポーツバックから大麻8オンス（約220g）が見つかり、販売目的で所持していたとして逮捕される。最大で14年の懲役刑を宣告される可能性があった。翌年の8月に結審した裁判では罪を認めたことで実刑は免れたが、イギリスのアマチュアボクシング協会はジョシュアに12ヵ月間の社会奉仕活動と、100時間の無料奉仕活動の罰則を与えた。

## ペイ・パー・ビュー売上げ
| 開催年月日     | イベント                                            | 販売件数 | テレビ局   | 備考       |
| -------------- | --------------------------------------------------- | -------- | ---------- | ---------- |
| 2021年9月25日  | アンソニー・ジョシュア vs. オレクサンドル・ウシク 1 | 70万件   | Sky Sports | 25英ポンド |
| 2017年4月29日  | アンソニー・ジョシュア vs. ウラジミール・クリチコ   | 120万件  | Sky Sports | 20英ポンド |
| 2016年12月10日 | アンソニー・ジョシュア vs. エリック・モリーナ       | 45万件   | Sky Sports |            |
| 2016年4月9日   | アンソニー・ジョシュア vs. チャールズ・マーティン   | 50万件   | Sky Sports |            |
| 2015年12月12日 | アンソニー・ジョシュア vs. ディリアン・ホワイト     | 42万件   | Sky Sports |            |